# 梅尔朗
梅尔朗（法語：Melrand，法語發音：[mɛlʁɑ̃]）是法国莫尔比昂省的一个市镇，属于蓬蒂维区。

## 地理
梅尔朗（47°58'49"N, 3°6'42"W）面积40.39 平方千米，位于法国布列塔尼大區莫尔比昂省，该省份为法国西北部沿海省份，位于布列塔尼半岛南部，北起阿摩尔滨海省、西接菲尼斯泰尔省，南濒大西洋，东南接大西洋卢瓦尔省，东临伊勒-维莱讷省。
与梅尔朗接壤的市镇（或旧市镇、城区）包括：盖恩、圣巴泰勒米、基斯蒂尼克、比布里、普吕梅利欧-比约济。

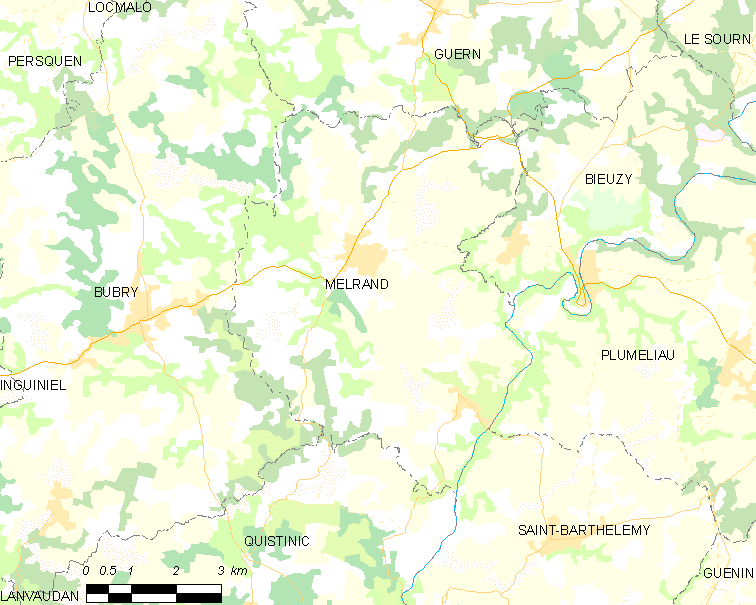
梅尔朗的OSM定位图

梅尔朗的时区为UTC+01:00、UTC+02:00（夏令时）。

## 行政
梅尔朗的邮政编码为56310，INSEE市镇编码为56128。

## 政治
梅尔朗所属的省级选区为蓬蒂维县。

## 人口

1962-2008年间梅尔朗人口变化图示

梅尔朗于2022年1月1日时的人口数量为1559人。